# Handballclub BW Feldkirch
Der Handballclub Blau-Weiss Feldkirch ist ein österreichischer Handballverein in Feldkirch in Vorarlberg. Der Verein gilt mit rund 350 Mitgliedern als der größte ehrenamtlich geführte Handballverein Österreichs und ist der größte Mannschaftssport-Verein der Stadt Feldkirch.

## Geschichte
Nach dem Ende des Zweiten Weltkriegs wurde 1946 aus der Sportvereinigung Blau-Weiß Feldkirch durch Initiative von Karl Graf, Josef Mattner und Franz Skoda eine Sektion „Handball“ gegründet, aus der wenig später der „Handballclub BW Feldkirch“ entstand. 1950/51 sowie 1953 und 1954 wurde der Club Vorarlberger Meister. Es folgte die Teilnahme an den österreichischen Handball-Staatsmeisterschaften. Spielstätte war zu dieser Zeit am „Breiten Wasen“. 1953 spielten Billy Lindner (Verteidiger) und Karl Friedrich (Tormann) als Feldkirchs erste Nationalspieler in der österreichischen Nationalmannschaft gegen Belgien.
Im Jahr 1956 wurde erstmals eine Vereinbarung zwischen dem Vorarlberger Handballverband und dem Handballverband Württemberg über einen gemeinsamen Ligabetrieb getroffen. Die „Handball-Bodenseeliga“ war also so etwas wie ein Vorreiter für einen internationalen grenzüberschreitenden Spielbetrieb. Nach zweimaligem Vizemeistertitel 1959 und 1960 wurde BW Feldkirch im Jahr 1961 zum ersten Mal internationaler Bodenseemeister, 1965 folgte der 2. Titel.
Ab 1960 wurde in Vorarlberg Hallenhandball gespielt. Der Club war von 1961 bis 1966 durchgehend Vorarlberger Hallenhandballmeister.
Die sportlichen Erfolge setzten sich später fort. So konnte BW Feldkirch im Feldhandball 1968 den 3. Bodenseemeistertitel erlangen. 1972 folgte der 4. Platz beim Staatsmeisterschaftsturnier in Graz. Die neue Sporthalle Oberau stand zum 25. Jubiläum zur Verfügung. Beim Qualifikationsturnier um den Aufstieg in die Staatsliga B wurde mit dem 3. Rang das Ziel erreicht. Aus organisatorischen und finanziellen Gründen wurde aber auf die Teilnahme an der internationalen Hallenhandballliga verzichtet.
Im folgenden Jahrzehnt erfolgte eine rigorose Verjüngung der Mannschaft aus der eigenen Nachwuchsförderung. Gemeinsam mit befreundeten Sportstudenten wurden in der 2. Bodensee-Division jeweils gute vordere Plätze erkämpft. 1987 gelang der 1. Mannschaft unter Trainer Kurt Schmidle der Aufstieg in die 1. Division der Bodenseeliga. Mit der Verpflichtung des erfahrenen Spielertrainers Ferenc Kovac im Jahre 1990 wurde BW Feldkirch 1990/91 Meister der 1. Division, nunmehr Bezirksliga genannt, und stieg in die württembergische Landesliga auf.
Es kam zu einer Krise, da für den Spielbetrieb in der neuen Liga ein Spielfeld mit internationalen Maßen erforderlich war, was bei der Halle Oberau wegen der Länge von nur 36 Metern nicht gegeben war. Daher wurden die Feldkircher „Heimspiele“ in Hohenems vor spärlich besetzter Tribüne ausgetragen. Trotzdem schaffte man den Klassenerhalt, blieb vor Hard in der Tabelle und war letztmals Zweiter im Hallenhandball (hinter Bregenz). Ohne entsprechende Halle musste die 1. Mannschaft kurz vor Saisonbeginn 1992/93 zurückgezogen werden, es folgte eine Zwangsabstufung gleich um zwei Klassen, worauf die Leistungsträger der 1. Mannschaft zu anderen Vorarlberger Vereinen abwanderten und der Spielbetrieb 1993/94 weitgehend brachlag. Mit lediglich zwei Jugendmannschaften startete ein neues Funktionärsteam, die mJC wurde sogar Landesmeister. 1994/95 wurde jedoch die 1. Herrenmannschaft reaktiviert.
1995 folgte die Gründung der ersten weiblichen Jugendmannschaft. Im Jahr 1999 beteiligte sich erstmals eine Damenmannschaft am Spielbetrieb der Staatsliga (2. Liga). Nach einer stetigen Leistungssteigerung gelang im Jahr 2005 der Aufstieg in die höchste österreichische Handballliga WHA, in der die Damen bis heute vertreten sind.
Zum 50-jährigen Jubiläum des Vereins 2006 wurde der Neubau der Sporthalle Reichenfeld errichtet. Die männlichen Jugendmannschaften erreichten anschließend erstmals eine Spitzenplatzierung bei den österreichischen Meisterschaften. Im Jahr 2007 errang die weibliche Jugendabteilung den ersten Meistertitel.
Heute spielen die Damen in der WHA, die Herren spielen seit 2005 in der württembergischen Landesliga.

## Aktueller Kader Damen 1 2023/24
- Aze Kara

- Raphaela Rederer

- Beate Scheffknecht

- Julia Bohle

- Katja Rauter

- Adrien Almasi-Toth

- Monika Haller

- Ayleen Längle

- Julia Feierle-Schedibach

- Marina Jakob

- Chiara Murnig

- Leonie Hartl

- Martina Nosch

- Sarah Alibegovic

- Nikolina Todorovic

- Rebecca Rappitsch

- Laura Götze

- Lucca-Teresa Nußbaumer

## Ehrenobmänner
- Josef Mattner
- Martin Marizzi
- Günther Stadler
- Roland Sperger
- Franz Füchsl

## Ehrenmitglieder
- Richard Stengele
- Hans Blecha
- Alfred Scharf
- Egon Lampert
- Billi Lindner
- Hans Kornexl
- Thomas Kornexl
- Walter Mayer